# Liste der Listed Buildings in Whitburn (West Lothian)
In dieser Liste sind sämtliche Baudenkmäler in der schottischen Ortschaft Whitburn in der Council Area West Lothian zusammengefasst. Die Bauwerke sind anhand der Kriterien von Historic Scotland in die Kategorien A (nationale oder internationale Bedeutung), B (regionale oder mehr als lokale Bedeutung) und C (lokale Bedeutung) eingeordnet. Derzeit gibt es in Whitburn jeweils ein Denkmal aus jeder der drei Kategorien.

## Denkmäler
| Name                 | Typ        | Lage                           | Kategorie | Eintrag | Bild                 |
| -------------------- | ---------- | ------------------------------ | --------- | ------- | -------------------- |
| East Whitburn House  | Herrenhaus | 55° 52′ 4,1″ N, 3° 39′ 46,9″ W | C         | 14203   |                      |
| Whitburn Parish Kirk | Kirche     | 55° 51′ 46,7″ N, 3° 41′ 3,2″ W | B         | 42184   | Whitburn Parish Kirk |
| Brucefield Church    | Kirche     | 55° 52′ 0,7″ N, 3° 40′ 53,9″ W | A         | 51254   |                      |

- Karte mit allen Koordinaten:
- OSM |
- WikiMap